# يوناس سولومون
يوناس سولومون كودوس (21 يونيو 1994 - ) هو لاعب كرة قدم إريتري محترف، بدأ مسيرته الاحترافية في نادي أدوليس في الدوري الإريتري الممتاز. يلعب حالياً كمهاجم في الشرطة القضارف السوداني.

## وصلات خارجية
- Football Teams (بالإنجليزية)